# Poljane pri Žužemberku
Poljane pri Žužemberku (Duits: Pölland) is een plaats in Slovenië en maakt deel uit van de gemeente Žužemberk in de NUTS-3-regio Jugovzhodna Slovenija. De plaats telde 35 inwoners op 1 januari 2020.